# Paraferdina
Genre
Paraferdina est un genre d'étoiles de mer de la famille des Goniasteridae.

## Caractéristiques
Ce sont des étoiles régulière à cinq branches, de taille modeste. Leur corps est aplati, avec des bras de section angulaire (en tout cas chez les spécimens séchés). Les plaques supéromarginales sont couvertes de granules, ne laissant pas de zone nue (contrairement à Neoferdina). Les plaques marginales sont larges et couvrent jusqu'aux 3/4 de la surface des bras chez P. sohariae. Les amulacres sont protégés par une unique rangée d'épines. 
Les espèces de ce genre ressemblent énormément à certaines autres espèces comme Fromia monilis, Fromia nodosa ou encore Celerina heffernani. Ainsi, la détermination exacte à partir de photographies est parfois impossible, car la principale clef d'identification vient de différences au niveau des sillons ambulacraires sur la face inférieure.
Ce genre a été largement revu, déplacé et décrit à nouveau en 2017.

## Liste des espèces
Selon World Register of Marine Species (16 juin 2021) :
- Paraferdina laccadivensis James, 1973 -- Océan Indien central (notamment Laquedives et Sumatra) - espèce type
- Paraferdina plakos Mah, 2017 -- Océan Indien
- Paraferdina sohariae Marsh & Price, 1991 -- Océan Indien central (notamment Sri Lanka)

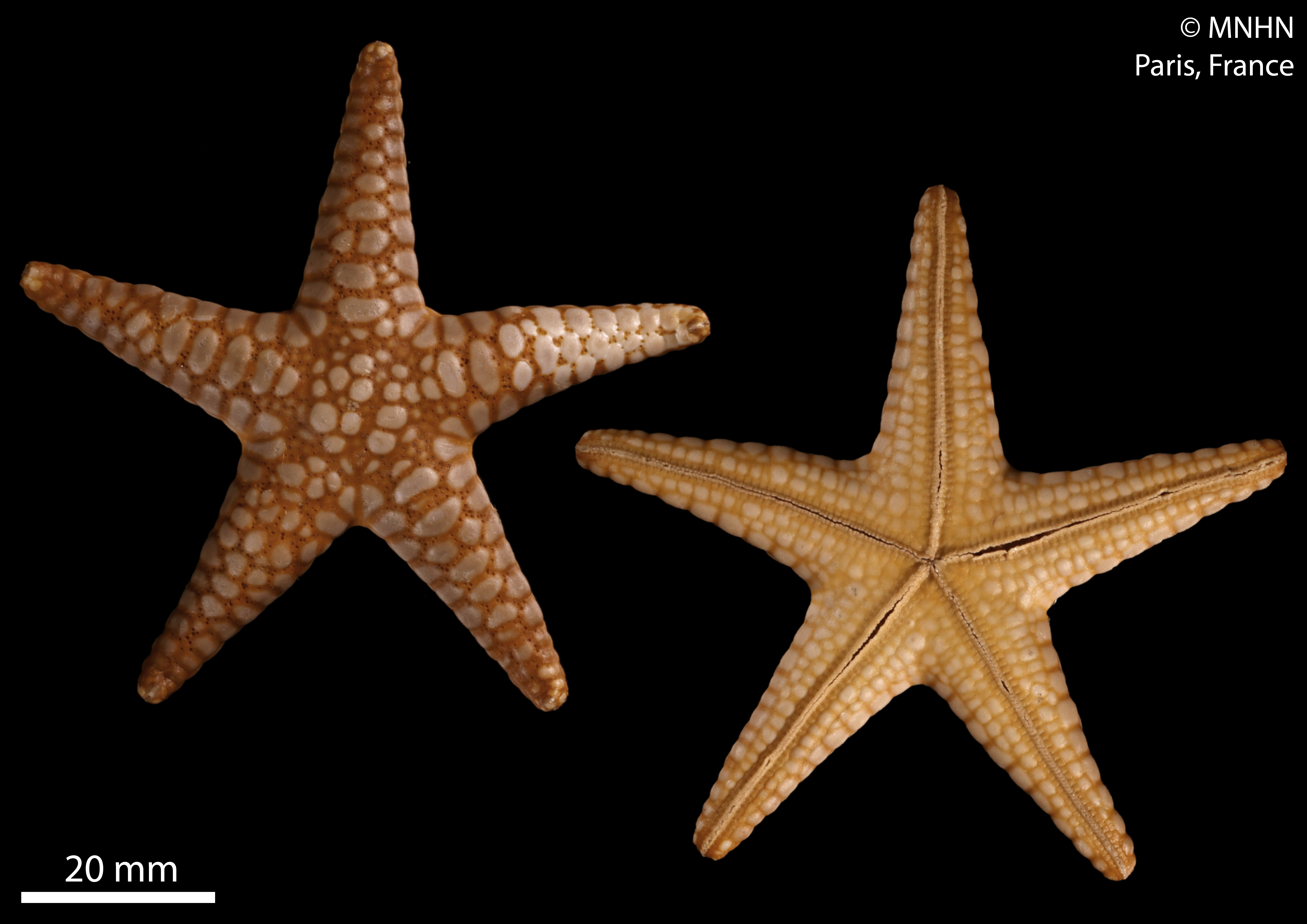
Paraferdina plakos (paratype, MNHN).
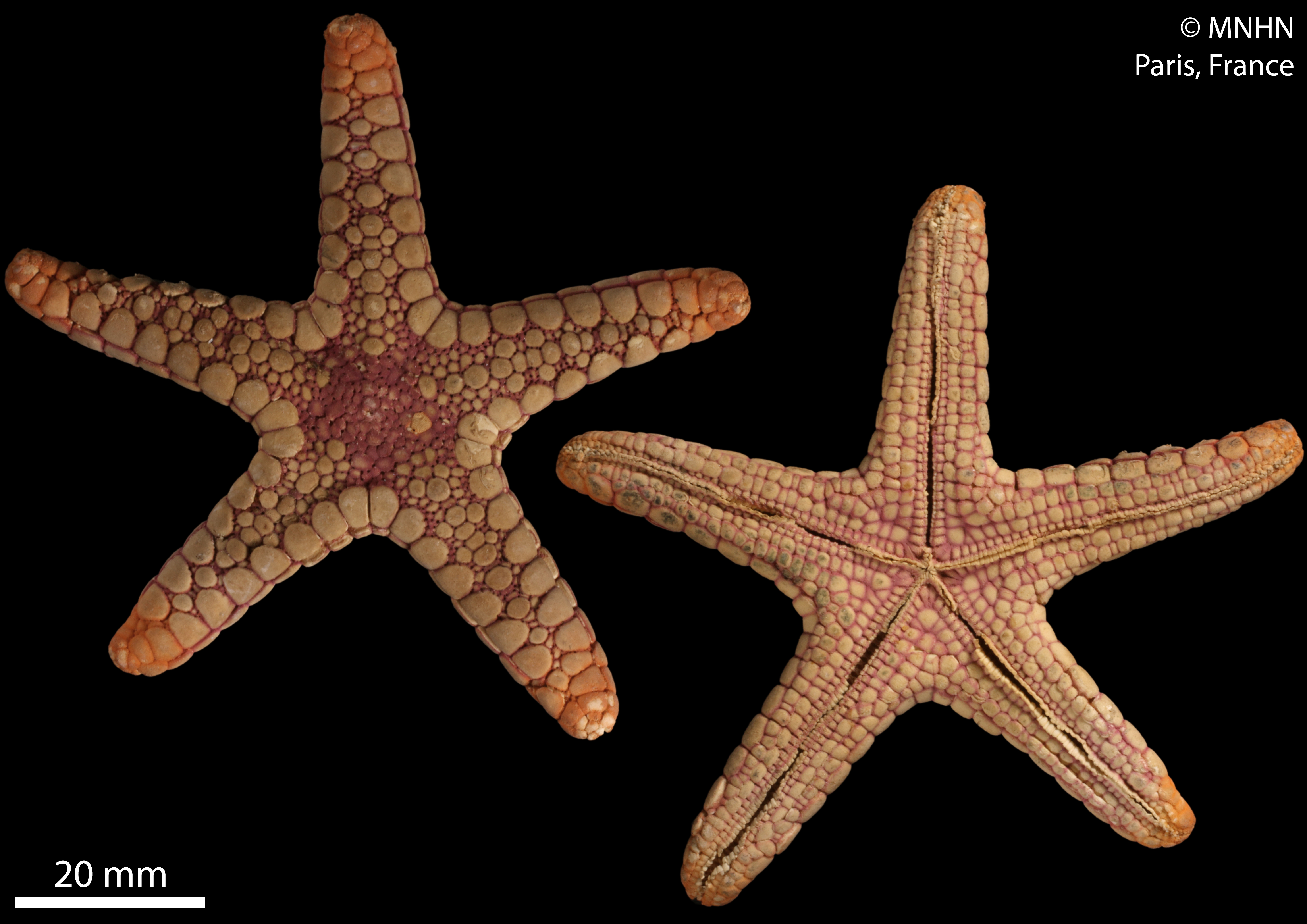
Paraferdina sohariae (holotype, MNHN).

## Publication originale
- (en) D. B. James, « Studies on Indian Echinoderms - 5. New and little-known starfishes from the Indian Seas », Journal of the Marine Biological Association of India, Marine Biological Association of India (d), vol. 15, no 2,‎ 1973, p. 556-559 (ISSN 0025-3146 et 2321-7898, lire en ligne).